# ガンダム落語
ガンダム落語（ガンダムらくご、頑駄夢落語）は、2016年に上演された落語の演目。アニメ『機動戦士ガンダム』をモチーフとした一連の落語作品である。

立川志らくが創作落語『頑駄夢落語 らすとしゅーてぃんぐ』をサンライズ公認作品として2016年2月29日に発表した。この作品は、古典落語『大工調べ』、『三方一両損』などをベースとした新作落語で、アムロ・レイをモデルとした「大工のアムロウ」、シャア・アズナブルをモデルとした「赤い半纏のシャア」などが登場する。あらすじは、「長屋の家賃を滞納した大工のヨハロウ、そしてそれをかばう棟梁のアムロウ。彼らを迎え撃つのは穀物問屋のジオン家の旦那赤い半纏のシャア。そんな彼らを納めるお奉行様のララ。結末はいかに！」といった内容である。
公式の漢字表記は「頑駄夢落語」であり、SDガンダムにおける「武者頑駄無」などとは表記が異なる。
その他に志らくの弟子である立川こしら、登龍亭獅篭（旧名・立川志加吾、雷門獅篭）などが過去に独演会などでガンダム落語を披露している。また、お笑い芸人のランジャタイが漫才「落語家ガンダム」を2022年に公開している。